# Asperjoc
Asperjoc era una comuna francesa que estaba situada en el departamento de Ardèche, de la región de Auvernia-Ródano-Alpes, que el 1 de enero de 2019 pasó a formar parte de la comuna nueva de Vallées-d'Antraigues-Asperjoc como comuna delegada.

## Geografía
Está ubicada a 10 km al norte de Aubenas.

## Demografía
| Gráfica de evolución demográfica de Asperjoc entre 1800 y 2016 |
|                                                                |

Los datos demográficos contemplados en este gráfico de la comuna de Asperjoc se han cogido de 1800 a 1999 de la página francesa EHESS/Cassini, y los demás datos de la página del INSEE.